# Zombilénium
Zombilénium (v originále Zombillénium) je francouzsko-belgický animovaný film z roku 2017, který režírovali Arthur de Pins a Alexis Ducord jako adaptaci stejnojmenného komiksu. Snímek měl světovou premiéru na filmovém festivalu v Cannes dne 24. května 2017.

## Děj
Film se odehrává v hororovém zábavním parku Zombilénium. Monstra mají splín. Nejen, že jsou zombie, upíři, vlkodlaci a další démoni skutečnými monstry, jejichž duše navždy patří Ďáblovi, ale také jsou už unaveni ze své práce, unaveni z toho, že musí bavit konzumní, voyeuristické a sobecké lidi, zkrátka unaveni ze života obecně, zvláště když má trvat věčnost.

## Dabing postav
| Emmanuel Curtil        | Hector Saxe              |
| Kelly Marot            | Gretchen                 |
| Skip the Use           | Sirius                   |
| Alexis Tomassian       | Steven                   |
| Alain Choquet          | Francis                  |
| Esther Corvez-Beaudoin | Lucie                    |
| Fily Keita             | učitelka                 |
| Jean-Christophe Quenon | Blaise                   |
| Gilbert Levy           | Aton                     |
| Claire Beaudoin        | Miranda                  |
| Hervé Caradec          | Sylvain                  |
| Emmanuel Jacomy        | Ďábel / Béhémoth         |
| Véronique Ataly        | akcionářka               |
| Philippe Leroy         | Kit, akcionář            |
| Antoine Fleury         | Bernard, akcionář        |
| Hugues Boucher         | akcionář / barman        |
| Maëlys Ricordeau       | Poulpinette / Cyclopette |
| Lucia Sanchez          | Dolores                  |
| Arthur de Pins         | José                     |
| Juliette Gesteau       | Pénélope                 |